# Smithův diagram

Smithův diagram

Smithův diagram byl nezávisle vynalezen Phillipem Hagarem Smithem a Mizuhashi Tosaku ve 30. letech 20. století. Protože jej Mizuhashi Tosaku publikoval dříve, vyskytují se v japonsku tvrzení, že by měl být nazýván Mizuhashi-Smithův diagram nebo Mizuhashiho diagram. Smithův diagram je grafická pomůcka, nomogram používaný především elektrotechniky, kteří pracují s vysokofrekvenčními obvody. Smithův diagram se používá pro nalezení impedančního přizpůsobení. Smithův diagram lze využít pro zobrazení impedance, admitance, koeficientu odrazu, S-parametrů. Představuje užitečnou pomůcku, na které lze znázornit impedanci vedení a anténních systémů v závislosti na frekvenci.